# Търна
Тъ̀рна е село в Южна България, община Ардино, област Кърджали.

## География
| Население по години | Население по години |
| ------------------- | ------------------- |
| 1992 г.             | 121 души            |
| 2001 г.             | 67 души             |
| 2011 г.             | 39 души             |
| 2019 г.             | 69 души             |

Село Търна се намира в най-източната част на Западните Родопи, на 4 – 5 км западно от границата им  с Източните Родопи, на около 17 km запад-северозападно от центъра на град Кърджали и 10 km север-североизточно от град Ардино. Застроено е по склон с преобладаващ наклон на югоизток в най-северната част на родопския Жълти дял. Общинският път до село Търна започва от кръстовище с третокласния републикански път III-865 източно от Ардино и минава на север през Млечино, Горно Прахово и Чернигово. Надморската височина в Търна при входната пътна табела откъм Чернигово е около 763 м, а в ниския североизточен край на селото – около 680 м.

## История
Село Търна е създадено при отделяне от село Чернигово през 1986 г. на махала Търне.

## Население
Преброяване на населението през 2011 г.
Численост и дял на етническите групи според преброяването на населението през 2011 г.:
|                     | Численост | Дял (в %) |
| Общо                | 39        | 100,00    |
| Българи             | 0         | 0,00      |
| Турци               | 38        | 97,43     |
| Цигани              | 0         | 0,00      |
| Други               | 0         | 0,00      |
| Не се самоопределят | 0         | 0,00      |
| Неотговорили        | 1         | 2,56      |

## Религии
Изповядваната религия в село Търна е ислям.

## Обществени институции
Село Търна към 2020 г. е център на кметство Търна.